# جيوفري هال
جيوفري هال (بالإنجليزية: Geoffrey Hull)‏ هو أستاذ جامعي وكاتب أسترالي، ولد في 6 سبتمبر 1955.